# ティー・フォー・スリー
『ティー・フォー・スリー』は、2016年5月24日にT-Palette Recordsから発売されたNegicco通算3作目のスタジオ・アルバム。

## 解説
前作『Rice&Snow』以降リリースされた、「ねぇバーディア」、「矛盾、はじめました。」といったシングル曲のほか、2015年12月発売のシングル「圧倒的なスタイル-NEGiBAND ver.-」のカップリング曲「カナールの窓辺」や、4月27日の東京・中野サンプラザホール公演で先行販売された7インチ・シングルの表題曲「土曜の夜は」を収録。また、「ねぇバーディア」のカップリング曲「おやすみ」は、アルバム・バージョンで収録。
初回プレス分のみスリーブケース仕様。

## 収録曲
1. ねぇバーディア
作詞・作曲：池田貴史、編曲：池田貴史、山口寛雄
2. RELISH
作詞：岩里祐穂、作曲：connie、編曲：connie・NEGiBAND
3. マジックみたいなミュージック
作詞・作曲：connie、編曲：Magic, Drums & Love
4. 恋のシャナナナ
作詞・作曲・編曲：connie
5. Good Night ねぎスープ
作詞：G.RINA、作曲：connie、編曲：mabanua
6. 江南宵唄
作詞：大坪加奈・connie、作曲・編曲：Spangle call Lilli line
7. カナールの窓辺
作詞：connie、作曲・編曲：長谷泰宏（ユメトコスメ）
8. 虹
作詞・作曲：平賀さち枝、編曲：Kai Takahashi（LUCKY TAPES）
9. SNSをぶっとばせ
作詞：堂島孝平、作曲：オカモトコウキ（OKAMOTO'S）、編曲：OKAMOTO'S
10. 矛盾、はじめました。
作詞：土岐麻子、作曲：さかいゆう、編曲：connie、NEGiBAND
11. 土曜の夜は
作詞：connie、作曲・編曲：角谷博栄（ウワノソラ）
12. おやすみ (Album Ver.)
作詞：MEG、作曲 connie、編曲：長谷泰宏（ユメトコスメ）
13. 私へ
作詞：坂本真綾、作曲：connie、編曲：connie・真藤敬利

## 受賞歴
- 2016年ハイレゾ音源大賞ユーザー賞 [2]